# Cúllar Vega
Cúllar Vega è un comune spagnolo di 4 707 abitanti situato nella comunità autonoma dell'Andalusia.